# Marco Junio Silano Torcuato
Marco Junio Silano Torcuato  fue senador romano que vivió a finales del siglo I a. C. y mediados del siglo I. Fue cónsul en el año 19, junto con Lucio Norbano Balbo como su colega, siendo emperador Tiberio.

## Familia
Silano era uno de los descendientes de la noble casa romana de los Junios Silanos. Su abuelo era Marco Junio Silano, cónsul con el emperador Augusto en el 25 a. C. Silano Torcuato se casó con Emilia Lépida, hija mayor de Julia la Menor, y bisnieta de Augusto.

## Carrera pública
Cónsul durante todo el año 19, con su colega Norbano presentaron la Ley Junia Norbana, que impedía que los esclavos manumitidos por los pretores recibieran la ciudadanía romana e imposibilitaran a sus descendientes de las herencias. Los libertos bajo esta ley llegaron a ser conocidos como latini Iuniani.
Probablemente fue procónsul de África desde el año 36 hasta aproximadamente el 39, aunque no está confirmado. Tácito relata en Anales que Calígula (que gobernó entre 37 y 41) lo retiró del mando de la legión africana, Legio III Augusta, y se lo entregó a un legado imperial. Sin embargo, una inscripción honorífica dedicada a un tal Cayo Manio Baso encontrada en Tívoli menciona que por sexta vez, bajo el gobernador Marco Silano, ocupó el cargo de prefectus fabrum en África. Este texto fue parcialmente interpretado en el sentido de que Baso sirvió bajo Silano un total de seis veces, lo que implicaría un mandato de al menos seis años en África. Sin embargo, otros gobernadores de la provincia ejercieron su mandato en la década de los años treinta (como Cayo Rubelio Blando en 35 y 36 y otro Lucio Calpurnio Pisón en el 39), un mandato de seis años para Silano solo podría acomodarse entre los años 29 y 35.
Como el emperador Tiberio todavía gobernaba en ese momento, el relato de Tácito citado anteriormente tendría que ser incorrecta. De hecho, Dión Casio menciona los mismos hecho que Tácito, pero en relación con Lucio Calpurnio Pisón y no con Silano. Bengt Thomasson sugirió que la palabra 'sexto' en la inscripción no debe interpretarse como un adverbio numérico ('seis veces') sino como un número ordinal ('sexta vez'): Baso fue praefectus fabrum por sexta vez, pero solo la última durante el gobierno de Silano, el gobernador de África ese año.
En cualquier caso, fue uno de los oradores más elocuentes y escuchados del Senado, donde había desempeñado cierto papel bajo Tiberio. Como jurisconsulto erudito y honesto, era muy respetado por su nobleza. Los cónsules, para mostrarle la estima que disfrutaba en el Senado, comenzaron a votar por él, ante lo que el emperador Tiberio, molesto, no admitía sus decisiones y  las revocaba.

## Descendientes
Silano y Emilia tuvieron cinco hijos. Todos sufrieron como resultado de su conexión con la familia imperial, bisnietos de Augusto:
- Marco Junio Silano (14-54), cónsul en el 46 y gobernador de Asia, asesinado para asegurar la sucesión de Nerón y evitar que vengara la muerte de su hermano, Lucio.
- Junia Calvina (fallecida después del año 79), casada con Lucio Vitelio, hermano del futuro emperador Vitelio. Fue acusada de incesto con su hermano menor y fue exiliada por orden de Claudio, solo para ser revocada diez años después por el emperador Nerón.
- Décimo Junio Silano Torcuato (fallecido en el 64), cónsul en el 53, fue forzado por Nerón a suicidarse después de ser acusado de jactarse de su descendencia de Augusto.
- Lucio Junio Silano (fallecido en el 49), pretor en el 48. Estaba comprometido con Octavia, hija de Claudio. Cuando Agripina difundió el rumor de que había cometido incesto con su hermana, fue expulsado del Senado y privado de su cargo. Se suicidó el día en que Claudio y Agripina se casaron.
- Junia Lépida, casada con Cayo Casio Longino, crio a su sobrino Lucio Junio Silano Torcuato (50-66), después de que su padre Marco fuese asesinado.[14]